# Mims Spur
Der Mims Spur ist ein markanter und felsiger Gebirgskamm im westantarktischen Marie-Byrd-Land. In den Horlick Mountains erstreckt er sich vom südlichen Ausläufer des Wisconsin-Plateaus unmittelbar südöstlich des Polygon Spur entlang der Nordflanke des McCarthy-Gletschers.
Der United States Geological Survey kartierte ihn anhand eigener Vermessungen und Luftaufnahmen der United States Navy aus den Jahren von 1960 bis 1964. 
Das Advisory Committee on Antarctic Names benannte ihn 1967 nach Julius E. Mims Jr., Funker auf der Byrd-Station im Jahr 1962.